# Districte de Canara
El districte de Canara o Kanara (de vegades Karavali ಕರಾವಳಿ) fou una antiga divisió administrativa de l'Índia, durant el període britànic, formada el 1799 i que va existir fins al 1861 quan va ser dividida en South Canara i North Canara. Posteriorment en l'Índia independent, foren anomenats Uttara Kannada (Nord) i Dakshina Kannada (Sud), i d'aquest es va segregar l'agost del 1997 el districte d'Udupi. Ocupava la costa del Konkan amb una longitud de nord a sud d'uns 300 km i una amplada entre 30 i 110 km. Després del 1861 la regió en general va seguir sent anomenada costa de Canara o Kanara.
La població local era anomenada tuluva (tuluves) potser derivat del tàmil tolal (el que roda per l'entorn). La llengua dominant al nord era el konkani i al sud el tulu. La religió era l'hinduisme.